# William Westmoreland
Pour les articles homonymes, voir Westmoreland.
William Childs Westmoreland, né le 26 mars 1914 à Saxon (Caroline du Sud) et mort le 18 juillet 2005 à Charleston (Caroline du Sud), est un général américain de l'armée de terre américaine connu comme commandant des opérations militaires américaines de la guerre du Viêt Nam entre 1964 et 1968.

## Biographie
Élève de l'Académie militaire de West Point à partir de 1932, il en sort diplômé en 1936 et devient officier dans l'artillerie. Durant la Seconde Guerre mondiale, il commande à partir de 1943 le 34e bataillon d'artillerie de campagne, au sein de la 9e division d'infanterie, bataillon avec lequel il participe à la campagne de Tunisie puis de Sicile en 1943. Après avoir participé à la bataille de Normandie de juin à août 1944, et avoir été promu colonel à titre temporaire en juillet 1944, il devient chef d'état major de la 9e division d'infanterie en octobre 1944. Il participe à ce poste à la libération de la France puis à la campagne d'Allemagne en 1945. 
Après la guerre, breveté parachutiste en 1946, il commande le 504e régiment d'infanterie parachutiste de la 82e division aéroportée, de 1946 à 1947. Il devient ensuite chef d'état major de la 82e division aéroportée de 1947 à 1950.
Durant la guerre de Corée, il commande le 187th Airborne Regimental Combat Team, de 1952 à 1953.
Il dirige la 101e division aéroportée américaine de 1958 à 1960, l'Académie militaire de West Point de 1960 à 1963 puis le 18e corps aéroporté américain en 1963 à 1964.
Envoyé sur le front du sud-est asiatique par le président Lyndon Johnson en 1964, alors que les États-Unis y ont 16 000 « conseillers », Westmoreland est accueilli comme le commandant qui peut mettre à genoux le Viêt Nam du Nord. Avec le temps, Il se retrouve à la tête d'une force de plus d'un demi-million de soldats.
Sous la conduite de Westmoreland, les États-Unis « ont gagné chaque bataille jusqu'à ce qu'ils aient perdu la guerre ». Le tournant de la guerre est l'offensive du Têt en 1968, durant laquelle les forces communistes attaquent des villes et des villages dans tout le Viêt Nam du Sud. Les États-Unis et les troupes sud-vietnamiennes les repoussent avec succès, en leur faisant subir de lourdes pertes. Toutefois, la férocité des assauts apporte un démenti cinglant aux discours de Westmoreland et du gouvernement de Johnson au cours des mois précédents, qui laissaient croire que les troupes Viet-Cong et nord-vietnamiennes étaient désormais épuisées et incapables de lancer une offensive d'envergure. Cela engendre une perte de confiance au sein de la société américaine et de l'entourage même du président, et un effondrement du soutien à la guerre. Le débat politique qui s'ensuit et l'opinion publique désormais contraire contraignent l'administration Johnson à ralentir les accroissements d'effectifs au Vietnam[réf. nécessaire].
Westmoreland est rappelé peu de temps après l'offensive du Tet, remplacé à son poste par le général Creighton Abrams, pour devenir chef d'état-major de l'armée de terre américaine de 1968 à 1972.
Retraité de l'armée en 1972, il meurt en juillet 2005 dans une maison de retraite à l'âge de 91 ans.
Le U.S. Army Field Manual 30-31B lui a été attribué sous le nom de « Westmoreland Field Manual ».

## Le personnage

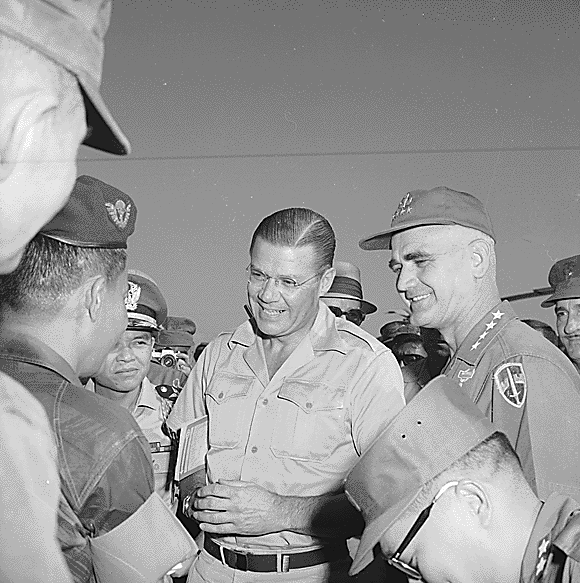
Le secrétaire à la Défense Robert McNamara et le général Westmoreland s'entretiennent en août 1965 du déroulement des opérations avec un officier de terrain, le général Tee responsable de la province de Đà Nẵng.

Westmoreland servit sous des présidents républicains et démocrates.
Les opinions sur son action dans l'engagement au Viêt Nam sont très controversées. C'est sous son commandement que les effectifs des troupes américaines passèrent de 16 000 à un demi-million de soldats. Il fait donc partie des responsables de l'escalade du conflit par les États-Unis.
Il disait : « Je me suis démené pour ne pas basculer vers la politique. J'étais un soldat et je menais à bien une mission donnée par le commandant en chef, qui était le président des États-Unis. »
William Westmoreland n'a jamais renié son action pendant la guerre du Viêt Nam, les bombardements dans les campagnes vietnamiennes afin de débusquer les rebelles Việt Cộng ; il a toujours soutenu que l'engagement des États-Unis dans le conflit n'était pas une erreur, et que l'Histoire saurait en reconnaître le bien-fondé.

« Ce n'est pas que nous ayons perdu la guerre militairement. Le fait est que nous, en tant que nation, n'avons rien fait pour améliorer notre engagement au Viêt Nam du Sud. »